# 남정면
남정면(南亭面)은 대한민국 경상북도 영덕군의 면이다. 넓이는 73.28km2이고, 인구는 2012년 기준으로 2,886명이다.

## 변천 과정
- 구한말 때 영덕현 외남면
- 1914년 지방제도 변경에 의하여 남정면으로 개칭
- 1988년 5월 1일 군조례 제972호에 의해 동을 리로 개칭.

## 행정 구역
- 부경리
- 부흥리
- 남호리
- 남정리
- 중화리
- 우곡리
- 구계리
- 도천리
- 사암리
- 쟁암리
- 원척리
- 봉전리
- 양성리
- 장사리
- 회리

## 교육 기관
- 남정초등학교 (장사리)
- 남호초등학교 (폐교 / 남호리)
- 남정중학교 (장사리)

## 연계 교통
| 도로망   | 도로망 | 도로망 | 도로망 | 도로망 | 도로망 | 도로망 |
| 동해대로 |        |        |        |        |        |        |
| -------- | ------ | ------ | ------ | ------ | ------ | ------ |

## 같이 보기
- 장사 상륙 작전